# 色布騰巴爾珠爾
额驸色布騰巴爾珠爾（滿語轉寫：Septenbaljur，？—1775年），博爾濟吉特 色布騰巴勒珠爾，又译色卜謄巴勒珠爾、色布騰班珠爾、色布騰班朱爾、色布騰珠爾布納，博爾濟吉特氏，諡毅，内札萨克蒙古哲里木盟科尔沁左翼中旗人，科爾沁扎萨克親王（後被削爵）。清朝蒙古王公、额驸、軍事將領。

## 生平
乾隆初年，任頭等台吉。乾隆八年（1743年），襲科爾沁左翼中旗輔國公。乾隆十年，任固倫額駙，娶固倫和敬公主。乾隆十二年，任正紅旗蒙古都統，乾隆十六年，隨從南巡大臣。次年，任科左中旗扎薩克和碩達爾漢親王，乾隆十八年，任哲里木盟副盟長，次年署定邊左副將軍、北路參贊大臣，征準噶爾。因功食双俸；后又因阿睦尔撒纳叛逃被削爵，扎萨克和硕达尔罕亲王由其兄长色旺诺尔布承袭。乾隆二十二年，任領隊大臣，征伊犁，次年任闲散科爾沁和碩親王、鑲藍旗滿洲都統。乾隆三十二年，任理藩院尚書。乾隆三十三年，任鑲藍旗蒙古都統、健銳營總統大臣。次年署正白旗領侍衛內大臣，兼圓明園八旗內務府三旗護軍營總統大臣等。乾隆三十五年，任正白旗領侍衛內大臣、正黃旗領侍衛內大臣。乾隆三十八年，帶領健銳營、火器營滿洲兵征勦金川。四十年三月，於金川軍營病故。諡毅。

## 家庭
- 高祖父：滿珠習禮，科爾沁左翼中旗扎薩克和碩達爾罕親王，孝莊文皇后之兄。
- 高祖母：和碩公主，克勤郡王岳託之女，清太宗養女。
- 曾祖父：和塔，科爾沁左翼中旗扎薩克和碩達爾罕親王。
- 祖父：班第，科爾沁左翼中旗扎薩克和碩達爾罕親王，固倫額駙。
- 祖母：固倫端敏公主，簡親王濟度次女，順治帝養女。
- 父：羅卜臧袞布，科爾沁左翼中旗扎薩克和碩達爾罕親王，和碩額駙。
- 嫡母：郡主，福全第五女。
- 岳父：乾隆帝。
- 岳母：孝賢純皇后。
- 正室：固倫和敬公主。
- 兄：喇什納木扎勒，事跡不詳。色旺諾爾布，後任本旗扎薩克和碩達爾罕親王，妻縣主爱新觉罗氏（父莊恪親王允祿即康熙帝第十六子）。
- 子：鄂爾哲伊特穆爾額爾克巴拜。
- 侄：旺札勒多爾濟，兄色旺諾爾布子。
- 嗣孫：鄂勒哲依圖。
- 嗣曾孫：濟克默特。
- 嗣玄孫：棍楚克林沁。
- 五世孫：那蘇圖，科爾沁左翼中旗輔國公，常住北京。
- 六世孫：達賚，科爾沁左翼中旗固山貝子，常住北京。